# Pseudocilibe asidaeformis
Pseudocilibe asidaeformis is een keversoort uit de familie zwartlijven (Tenebrionidae). De wetenschappelijke naam van de soort is voor het eerst geldig gepubliceerd in 1904 door Fauvel.